# Узбекистан (стадіон)
Стадіон «Узбекистан» (узб. Oʻzbekiston stadioni) — футбольний стадіон в узбецькому місті Яйпан. Домашня арена футбольного клубу «Турон».